# Marc París
Marc París es un deportista español que compitió en vela en la clase Europe. Ganó una medalla de bronce en el Campeonato Europeo de Europe de 2006.

## Palmarés internacional
| Campeonato Europeo | Campeonato Europeo | Campeonato Europeo | Campeonato Europeo |
| Año                | Lugar              | Medalla            | Clase              |
| ------------------ | ------------------ | ------------------ | ------------------ |
| 2006               | Marsala (Italia)   | Medalla de bronce  | Europe             |